# Василевский, Егор Васильевич
Егор Васильевич Василевский (1922—1991) — лётчик-ас, полковник Советской Армии, участник Великой Отечественной войны, Герой Советского Союза (1946).

## Биография
Егор Василевский родился 1 января 1922 года в селе Горбачёво (ныне — Витебский район Витебской области) в крестьянской семье. Окончил семь классов школы, после чего работал в колхозе. В 1939 году Василевский был призван на службу в Рабоче-крестьянскую Красную Армию, после чего по комсомольской путёвке был направлен в Одесскую военно-авиационную школу, которую закончил в 1940 году. В 1940—1942 годах Василевский был лётчиком-инструктором Сталинградской военно-авиационной школы. В 1943 году вступил в ВКП(б). С мая того же года — на фронтах Великой Отечественной войны. Принимал участие в освобождении Харькова и Белгорода, Украинской ССР, Корсунь-Шевченковской и Ясско-Кишинёвской операциях, освобождении Румынии, Венгрии и Австрии. К ноябрю 1944 года гвардии капитан Егор Василевский командовал эскадрильей 151-го гвардейского истребительного авиаполка 13-й гвардейской истребительной авиадивизии 5-й воздушной армии 2-го Украинского фронта.
К ноябрю 1944 года Василевский совершил 217 боевых вылетов, принял участие в 54 воздушных боях, в которых сбил 17 самолётов лично и 2 — группе, и был представлен к званию Героя Советского Союза. Всего же за годы войны он совершил 262 боевых вылета, принял участие в 68 воздушных боях, в которых сбил 25 самолётов лично и 2 — в группе. Все свои вылеты он совершил на истребителях конструкции КБ Яковлева: «Як-1», «Як-3» и «Як-9».
Указом Президиума Верховного Совета СССР от 15 мая 1946 года за «образцовое выполнение заданий командования и проявленные мужество и героизм в боях с немецкими захватчиками» командир эскадрильи 151-го гвардейского истребительного авиационного полка 13-й гвардейской истребительной авиационной дивизии 3-го гвардейского истребительного авиационного корпуса 5-й воздушной армии гвардии капитан Егор Василевский был удостоен высокого звания Героя Советского Союза с вручением ордена Ленина и медали «Золотая Звезда» за номером 5457.
После окончания войны Василевский продолжил службу в Советской Армии. В 1955 году он окончил Военно-воздушную академию. В 1958 году в звании полковника он был уволен в запас. Проживал и работал в Витебске. Умер 1 мая 1991 года.
Был также награждён четырьмя орденами Красного Знамени, орденом Александра Невского, двумя орденами Отечественной войны 1-й степени, орденом Красной Звезды и рядом медалей.